# El hijo único
El hijo único (一人息子 Hitori musuko?) es una película de 1936 dirigida por Yasujirō Ozu, protagonizada por Chōko Iida y Shin'ichi Himori. La película fue la primera película sonora de Ozu.

## Argumento
La película comienza en la ciudad rural de Shinshū en 1923. Una viuda, Tsune Nonomiya (Chōko Iida), trabaja duro en una fábrica de producción de seda para mantener a su único hijo, Ryōsuke. Cuando el maestro de Ryōsuke, Ōkubo (Chishū Ryū), la persuade para que deje que su hijo continúe estudiando más allá de la escuela primaria, decide apoyar la educación de su hijo incluso hasta la universidad. Su hijo promete convertirse en un gran hombre.
Trece años más tarde, en 1936, Tsune, ahora de unos sesenta años, visita a Ryōsuke (Shin'ichi Himori), que tiene veintiocho años, en Tokio. Ella se entera de que su hijo, ahora maestro de escuela nocturna, se ha casado e incluso tiene un hijo de un año. Su nuera Sugiko es amable y servicial, pero el trabajo de Ryōsuke no paga mucho. Ryosuke y Tsune visitan a Ōkubo, que ahora es padre de cuatro y dirige un restaurante de tonkatsu.
La pareja mantiene a la madre entretenida pero su dinero se está agotando. En un viaje a un distrito industrial un día, Ryōsuke le confiesa a la madre que desea no haber venido nunca a Tokio, y que es una decepción para su madre. Más tarde afirma que Tokio no es un lugar donde uno puede tener éxito fácilmente. Tsune regaña a su hijo por rendirse, diciéndole que ya no le queda nada, ni tierra ni casa, y que solo quiere que tenga éxito.
Sugiko vende su kimono y recauda suficiente dinero para que toda la familia salga a divertirse. Sin embargo, Tomibo (Tomio Aoki), el hijo de un vecino, es herido por un caballo y Ryōsuke lo lleva al hospital. Allí le da su dinero a la madre de Tomibo para que ella pague la factura del hospital. Tsune ve todo esto, y más tarde le dice a Ryōsuke que la ha hecho sentir orgullosa por su acto desinteresado.
Tsune eventualmente regresa a Shinshu, pero no antes de darle a la pareja algo de dinero para su nieto. Ryōsuke le promete a su esposa que obtendrá un certificado de enseñanza. De vuelta en Shinshū, Tsune le dice a su amiga en la fábrica que su hijo se ha convertido en un "gran hombre". Pero cuando se retira a la parte posterior de la fábrica después del trabajo, su rostro se rompe en una expresión de profunda pena y dolor.

## Elenco
- Choko Iida como Tsune Nonomiya.
- Himori Shin'ichi como su hijo, Ryosuke.
- Masao Hayama como el joven Ryosuke.
- Yoshiko Tsubouchi como Sugiko.
- Chishū Ryū como Okubo-sensei, maestro de Ryosuke.
- Tomoko Naniwa como la esposa de Okubo.
- Bakudan Kozo (Jun Yokoyama) como su hijo.
- Mitsuko Yoshikawa como Otaka, el vecino de Ryosuke.
- Tokkan Kozo (Tomio Aoki) como su hijo, Tomibo.
- Eiko Takamatsu como Oshige.

## Recepción
El aclamado crítico de cine Roger Ebert introdujo a El hijo único en su sección de «grandes películas», escribiendo sobre su dirección, "Realmente siento como si Ozu estuviera mirando sus películas conmigo. No las está arrojando a la pantalla para que las vea solo. Juntos miramos a la gente tratando de agradar, y muchas veces fallando, ya veces redimiendo." Richard Brody de The New Yorker argumentó," Ozu mira con su propia furia sofocada, mientras la modernidad desarraiga lo mejor y lo peor de tradición ".